# Courtisols
Courtisols est une commune française, située dans le département de la Marne en région Grand Est, à une douzaine de kilomètres à l'est de Châlons-en-Champagne en direction de Metz.
Ses habitants sont les Courtisiennes et Courtisiens.

## Géographie

### Localisation
Courtisols se trouve au centre-est du département de la Marne, en région Grand Est. La commune appartient à la région agricole de la Champagne crayeuse.
La commune de Courtisols s'étend sur une superficie de 6 562 hectares. Sur son territoire, l'altitude varie de 105 à 204 mètres. Le relief est marqué par la vallée de la Vesle, qui s'écoule d'est en ouest au centre de la commune. Le village et ses principaux hameaux se trouvent de part et d'autre de la rivière, à moins de 150 mètres d'altitude. Le relief s'élève ensuite, vers le Mont de Charme au nord et le Mont d'Estré au sud. Le point culminant de la commune se trouve au sud-est, à la limite avec Poix.
Par la route, Courtisols se situe à 13 km de Châlons-en-Champagne, préfecture de la Marne, à 21 km de Saint-Germain-la-Ville, siège de la communauté de communes de la Moivre à la Coole, et à 31 km de Sainte-Menehould, bureau centralisateur du canton d'Argonne Suippe et Vesle dont dépend Courtisols depuis 2015. La commune fait en outre partie du bassin de vie de Châlons-en-Champagne.
Courtisols est limitrophe de 10 communes :
| L'Épine                               | La Cheppe  | Bussy-le-Château |
| Saint-Memmie, Sarry, Moncetz-Longevas | Courtisols | Somme-Vesle      |
| Chepy                                 | Marson     | Poix             |

### Hydrographie

#### Réseau hydrographique
La commune est traversée par la ligne de partage des eaux entre les régions hydrographiques « la Seine de sa source au confluent de l'Oise (exclu) » et « la Seine du confluent de l'Oise (inclus) à l'embouchure » au sein du bassin Seine-Normandie. Elle est drainée par la Vesle,.
La Vesle, d'une longueur de 139 km, prend sa source dans la commune de Somme-Vesle et se jette dans l'Aisne à Ciry-Salsogne, après avoir traversé 52 communes. 

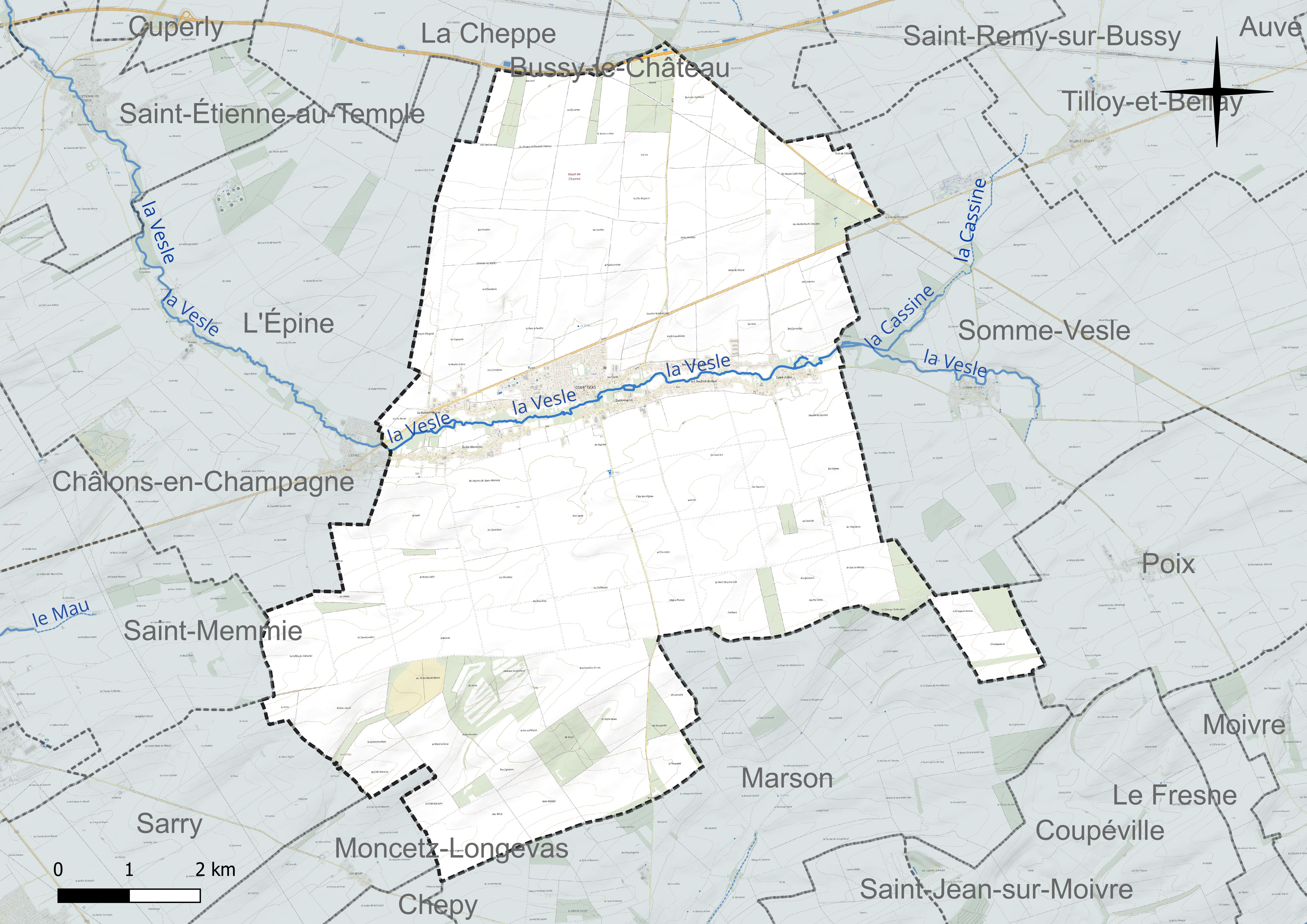
Réseau hydrographique de Courtisols.

#### Gestion et qualité des eaux
Le territoire communal est couvert par le schéma d'aménagement et de gestion des eaux (SAGE) « Aisne Vesle Suippe ». Ce document de planification, dont le territoire s’étend sur 3 096 km2 répartis sur trois départements (Aisne, Marne et Ardennes) et deux régions (Champagne-Ardenne et Picardie), a été approuvé le 16 décembre 2013. La structure porteuse de l'élaboration et de la mise en œuvre est le Syndicat d’aménagement des bassins Aisne Vesle Suippe (SIABAVES). 
La qualité des cours d’eau peut être consultée sur un site dédié géré par les agences de l’eau et l’Agence française pour la biodiversité. 

### Climat
Pour des articles plus généraux, voir Climat du Grand Est et Climat de la Marne.
En 2010, le climat de la commune est de type climat océanique dégradé des plaines du Centre et du Nord, selon une étude du Centre national de la recherche scientifique s'appuyant sur une série de données couvrant la période 1971-2000. En 2020, Météo-France publie une typologie des climats de la France métropolitaine dans laquelle la commune est exposée à un climat océanique altéré et est dans la région climatique  Nord-est du bassin Parisien, caractérisée par un ensoleillement médiocre, une pluviométrie moyenne régulièrement répartie au cours de l’année et un hiver froid (3 °C). 
Pour la période 1971-2000, la température annuelle moyenne est de 10,2 °C, avec une amplitude thermique annuelle de 16 °C. Le cumul annuel moyen de précipitations est de 733 mm, avec 12,1 jours de précipitations en janvier et 8,6 jours en juillet. Pour la période 1991-2020, la température moyenne annuelle observée sur la station météorologique de Météo-France la plus proche, « Somme-Vesle », sur la commune de Somme-Vesle à 6 km à vol d'oiseau, est de 10,7 °C et le cumul annuel moyen de précipitations est de 782,0 mm. 
La température maximale relevée sur cette station est de 41,5 °C, atteinte le 25 juillet 2019 ; la température minimale est de −17,6 °C, atteinte le 21 février 1994,,. 
Les paramètres climatiques de la commune ont été estimés pour le milieu du siècle (2041-2070) selon différents scénarios d'émission de gaz à effet de serre à partir des nouvelles projections climatiques de référence DRIAS-2020. Ils sont consultables sur un site dédié publié par Météo-France en novembre 2022.

### Milieux naturels et biodiversité
L'Inventaire national du patrimoine naturel (INPN) recense 674 espèces sur le territoire de la commune, dont 109 espèces protégées et 50 espèces menacées. Courtisols compte deux zones naturelles d'intérêt écologique, faunistique et floristique (ZNIEFF) de type I.
La ZNIEFF des « pinèdes des Terres Notre-Dame, du Mont Destré et de la Vallée des Vignes à Courtisols » s'étend sur 466 hectares au sud de la commune (partagés avec Somme-Vesle, Poix et Marson). L'Inventaire national du patrimoine naturel décrit la zone comme « constituée par des pinèdes de pins sylvestres et de pins noirs, entrecoupées de cultures pour certaines, des bois feuillus de recolonisation, des broussailles et des pelouses ». Le site est typique des derniers savarts de la Champagne crayeuse. On y trouve une quarantaine d'espèces d'insectes, dont plusieurs sont incluses sur la liste rouge régionale : le dectique verrucivore, l'éphippigère des vignes, le mélitée des scabieuses, le mercure et l'oedipode turquoise.
La ZNIEFF des « pinèdes de la Côte Regnard à Courtisols » s'étend sur 60 hectares au nord de la commune. L'Inventaire national du patrimoine naturel décrit la zone comme « des pinèdes de pins sylvestres plus ou moins clairsemées, des pinèdes de pins noirs en plantations denses et serrées, des accrues et des broussailles à prunelliers et genévriers ». Bien que menacée, la ZNIEFF constitue un rare site naturel préservé le long de l'autoroute A4. Elle abrite des espèces rares tels la pirole à une fleur et la pirole verdâtre, au niveau des pinèdes, ainsi que la véronique couchée et la violette élevée, au niveau des pelouses.

## Urbanisme

### Typologie
Au 1er janvier 2024, Courtisols est catégorisée commune rurale à habitat dispersé, selon la nouvelle grille communale de densité à sept niveaux définie par l'Insee en 2022.
Elle appartient à l'unité urbaine de Courtisols, une agglomération intra-départementale regroupant deux  communes, dont elle est ville-centre,,. Par ailleurs la commune fait partie de l'aire d'attraction de Châlons-en-Champagne, dont elle est une commune de la couronne,. Cette aire, qui regroupe 97 communes, est catégorisée dans les aires de 50 000 à moins de 200 000 habitants,.

### Occupation des sols
L'occupation des sols de la commune, telle qu'elle ressort de la base de données européenne d’occupation biophysique des sols Corine Land Cover (CLC), est marquée par l'importance des territoires agricoles (88 % en 2018), une proportion sensiblement équivalente à celle de 1990 (87,5 %). La répartition détaillée en 2018 est la suivante : 
terres arables (86,1 %), forêts (5,5 %), zones urbanisées (3,4 %), milieux à végétation arbustive et/ou herbacée (2,2 %), zones agricoles hétérogènes (1,9 %), espaces verts artificialisés, non agricoles (0,9 %). L'évolution de l’occupation des sols de la commune et de ses infrastructures peut être observée sur les différentes représentations cartographiques du territoire : la carte de Cassini (XVIIIe siècle), la carte d'état-major (1820-1866) et les cartes ou photos aériennes de l'IGN pour la période actuelle (1950 à aujourd'hui).

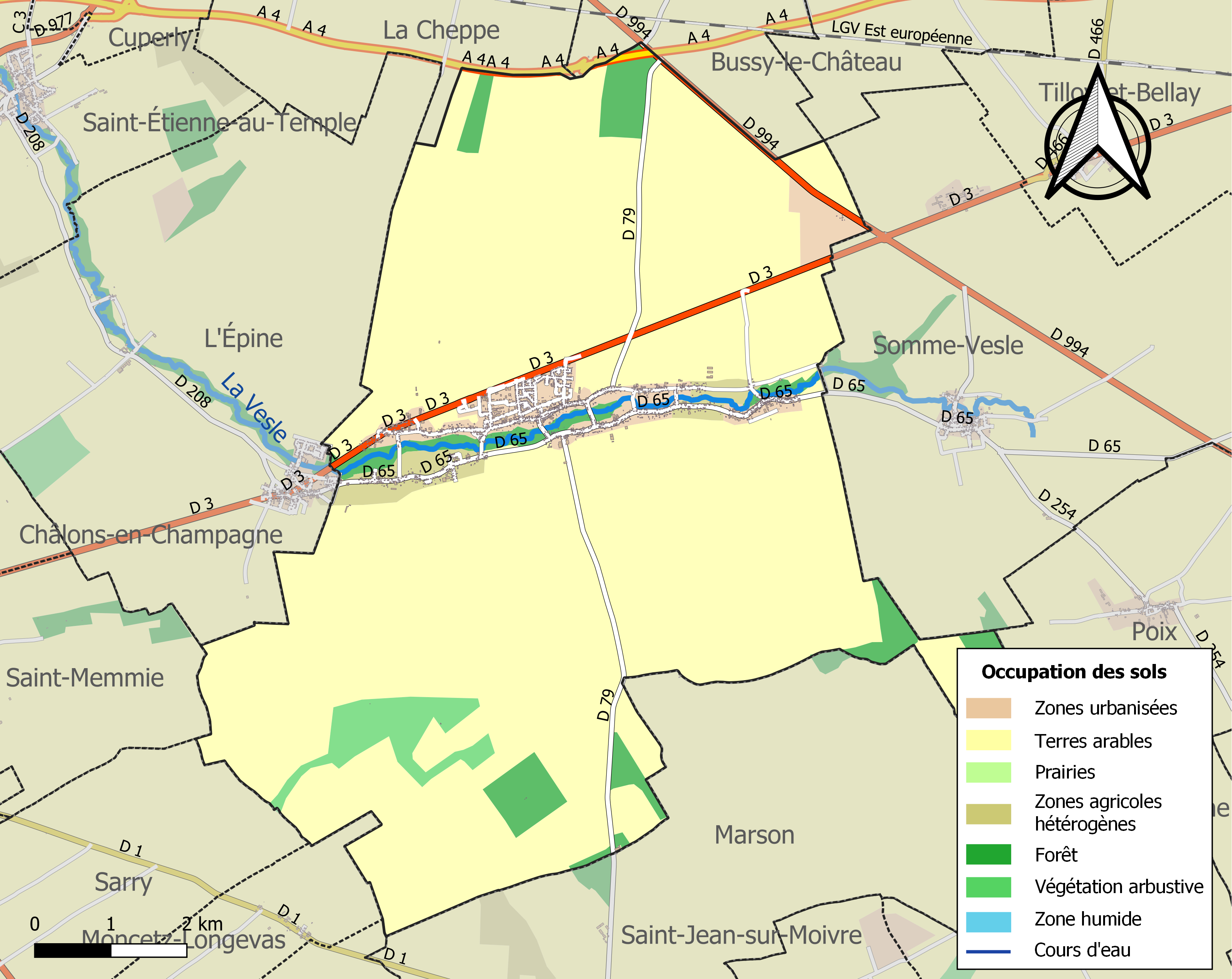
Carte des infrastructures et de l'occupation des sols de la commune en 2018 (CLC).

### Morphologie urbaine, hameaux et écarts
Courtisols est considéré comme le plus long village de France, s'étendant sur environ 7 kilomètres,.
Courtisols regroupe en effet une succession de villages-rues au nord et au sud de la Vesle. Au nord, se succèdent d'ouest en est : la Maison Neuve, Saint-Martin (centre-ville), les Cyprès et les Ouches de Plain. Au sud, se succèdent : Saint-Memmie, Saint-Martin (sud), les Ouches du Gué et Saint-Julien.
Ces villages-rues sont complétés par des lotissements plus récents au nord de Saint-Martin et par l'écart de Pignolet, au sud-ouest de Saint-Memmie.

### Voies de communications et transport
Le principal axe desservant Courtisols est la route départementale 3 (ancienne route nationale 3 entre Châlons-en-Champagne et Sainte-Menehould, qui passe immédiatement au nord du village.
L'autoroute A4 et la route départementale 994 (ex-RN394) délimitent la commune au nord et au nord-est. Le village est relié à ces axes par la route départementale 79, qui après Courtisols se poursuit vers Marson au sud. Par ailleurs, la route départementale 65 traverse tous les hameaux au sud de la Vesle, entre L'Épine à l'ouest et Somme-Vesle à l'est.

## Toponymie
Le nom de la localité est attesté sous les formes Curtis Acutior (847) ; Curtis Agutior (vers 850) ; Curtis Ausorum (987-996) ; Otiosorum Curtis (1028) ; Ausorum Curtis (1043) ; Curia Ausorum (1132) ; Cortesor (1165) ; Courtesorium (1181) ; Cortesort (1185) ; Curtis Auxorum (xiie siècle) ; Cortoisor (1203) ; Cortoisour (1212) ; Cortisor (1213) ; Cortesol (1213) ; Courtisor (1218) ; Cortiso, Corteiot, Corteisor (vers 1222) ; Cortiseyum (1230) ; Cortysiex (1230) ; Cortisuel (1231) ; Cortisou (1238) ; Courtisour (1239) ; Cortisoz (vers 1240) ; Courtisout, Cortisout, Cortisot (vers 1252) ; Cortysor (1262) ; Courtiseur (1263) ; Courtisac ? (vers 1263) ; Courtisuel (1266) ; Courtisore (1274) ; Cortysor (1275) ; Cortisex (1288) ; Courtisaut (128.) ; Cortisore (1294) ; Courtisot (vers 1300) ; Courtisuex (1311) ; Courtiseux (1322) ; Courtesoz (1384) ; Courtiseur (1391) ; Courtisoul (xive siècle) ; Courtiseul (1402) ; Courtiso (1405) ; Cortisors (1405) ; Courtizot (1407) ; Courtisolt (1419) ; Courtisors (1542) ; Courtizore (1543) ; Courtisol (1564) ; Courtizols (1581) ; Courtizaurum seu Courtizolt (1604) ; Courtisold (1607) ; Courtisou (1627) ; Courtizou (1692) ; Courtisous (1755) ; Courtisolles (1756) ; Courtizol (1773).

L’origine du nom de Courtisols : les auteurs du XIXe siècle s’appuient sur les plus anciennes mentions dont ils avaient connaissance, Curtis Ausorum (vers 991) ; Curia Ausorum (1132), que l’on croit écrits pour Curtis Anserum et Curia Ausorum « la Cour aux Oies ».

En 1872, Auguste Longnon démontre que le plus ancien nom connu de Courtisols date de 847 et que le village se nommait alors Curtis Acutior.
Un pas important fut franchi en 1893 lorsque Antoine Thomas (philologue) démontra comment on était passé de Curtis Acutior à Curtis Ausorum. Désormais tous les toponymistes allaient traduire Curtis Acutior par « domaine le plus élevé, domaine le plus aigu », traduction qui, toutefois, concorde mal avec le relief du lieu (on est surpris à ce propos de la remarque de Dauzat qui, en 1947, laisse entendre que le toponyme s’accorde à merveille avec la situation topographique de Courtisols…). 
Courtisols dériverait de Corte acutiore.

## Histoire
La commune avait un parler particulier qui fut étudié en 1819 par le docteur Hubert.
Selon une légende erronée, la forme du village, tout en longueur, serait due à ses premiers habitants. Au XIXe siècle, on imagina, sans preuve, que les Huns vaincus lors de la bataille des Champs Catalauniques se replièrent et que certains restèrent dans la région. Ils fondèrent un village selon les habitudes hunniques, c'est-à-dire en longueur et non autour d'un point central comme c'était la coutume en Gaule. En fait, le site de Courtisols était occupé dès la Préhistoire et en tout cas depuis l'époque gauloise.

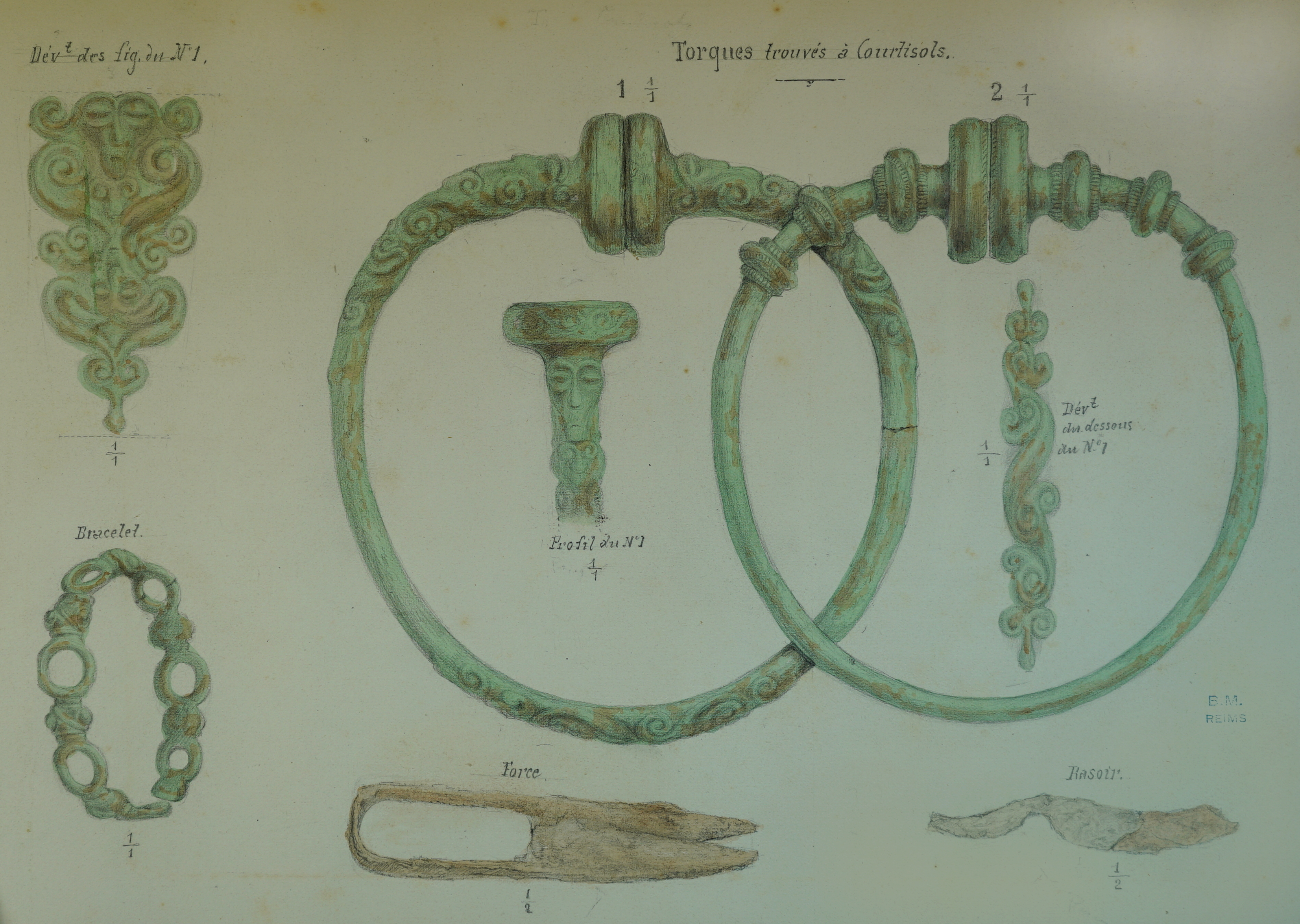
Bijoux gaulois trouvés à Courtisols.

En 1873, des fouilles de M. Morel mirent au jour plusieurs tombes gauloises au lieu-dit les Grands Ayeux avec torques, fibules et poteries. Une autre menée aux Closeaux de la Conche met au jour onze fosses avec deux torques à tampons dont un avec des figures humaines.
En 1928, l'électrification du village était achevée.
Le village a la particularité d'avoir trois églises, Saint-Martin, Saint-Julien et Saint-Menge ; deux étaient de présentation par l'abbé de Saint-Memmie de Chaalons. Le curé de Saint-Martin dépendait lui de l'abbé de Saint-Remi de Reims. Les trois paroisses dépendaient du doyenné de Bussy-le-château.

## Politique et administration

### Intercommunalité
La commune, antérieurement membre de la communauté de communes des Sources de la Vesle, l'a quittée le 31 décembre 2013 pour rejoindre le 1er janvier 2014 la communauté de communes de Suippe et Vesle.
En effet, conformément aux prévisions du schéma départemental de coopération intercommunale (SDCI) de la Marne du 15 décembre 2011,, les communautés de communes CC de la région de Suippes et CC des sources de la Vesle ont fusionné le 1er janvier 2014 afin de former la nouvelle communauté de communes de Suippe et Vesle.
Elle intègre le 1er janvier 2017 la communauté de communes de la Moivre à la Coole.

### Liste des maires
| Période                                  | Période                       | Identité         | Étiquette     | Qualité |
| ---------------------------------------- | ----------------------------- | ---------------- | ------------- | --- |
| Les données manquantes sont à compléter. |                               |                  |               | |
| 1865                                     | 1876                          | Martin Massez    |               | Industriel |
| 1876                                     | 1884                          | Isabel Pannet    |               | |
| 1884                                     | 1885                          | Aristide Appert  |               | |
| 1885                                     | 1887                          | Athanase Benoist |               | |
| 1887                                     | 1890                          | Célestin Bellois |               | |
| 1890                                     | 1896                          | Ovide Lorinet    |               | |
| 1896                                     | 1932                          | Octave Bellois   | Rad.          | Entrepreneur de travaux publics Conseiller général de Marson (1901 → 1932) Décédé en fonction |
| 1932                                     | 1959                          | Julien Adnet     | Rad.          | Propriétaire, négociant Conseiller général de Marson (1932 → 1940 puis 1945 → 1958) Nommé conseiller départemental de la Marne par le Gouvernement de Vichy                                                                     |
| mars 1959                                | mars 1965                     | Maurice Rollet   |               | |
| mars 1965                                | juin 1995                     | Robert Chaboudé  | DVD puis RPR  | Négociant Conseiller général de Marson (1976 → 1994) Conseiller régional (1977 → 1982 puis 1985 → 1992) |
| juin 1995                                | juillet 2020                  | Hubert Arrouart  | MoDem puis AC | Comptable Conseiller général de Marson (2001 → 2015) Président de la CC des Sources de le Vesle (2008 → 2013) Vice-président de la CC de Suippe et Vesle (2014 → 2016) Président de la CC de la Moivre à la Coole (2018 → 2020) |
| mai 2020                                 | En cours (au 17 février 2021) | Milène Adnet     |               | Vice-présidente de la CC de la Moivre à la Coole (2020 → ) |

### Distinctions et labels
Courtisols est aussi un village fleuri "3 fleurs"  au concours des villes et villages fleuris depuis 2008[réf. nécessaire].

### Jumelage
Au 27 août 2015, Courtisols  est jumelée avec :
- Dierdorf (Allemagne) depuis 1997.

Dierdorf, ville jumelle de Courtisols, est située dans le Westerwald, à 30 km de Coblence, et appartient administrativement au Land de Rhénanie-Palatinat et à l'arrondissement de Neuwied. Avec 5850 habitants, elle est la principale ville de la Verbandsgemeinde (communauté de communes) de Dierdorf, les autres communes de la communauté étant : Großmaischeid, Kleinmaischeid, Marienhausen et Stebach.

## Équipements et services publics

### Eau et déchets
L'approvisionnement en eau potable et l'assainissement des eaux usées sont des compétences de la communauté de communes de la Moivre à la Coole. La commune de Courtisols est alimentée en eau potable par le captage des Épinettes à Somme-Vesle. L'approvisionnement en eau potable est délégué à Veolia. L'assainissement y partiellement collectif : Courtisols accueille une station d'épuration d'une capacité de 1 500 équivalent-habitants, également gérée par Veolia.
Le service public des déchets est assuré par le Syndicat mixte du Sud-Est Marnais (SYMSEM), qui a mis en place une redevance incitative. La collecte des ordures ménagères résiduelles (en bacs noirs pucés ou en sacs rouges prépayés) et des emballages ménagers recyclables (en sacs jaunes) est réalisée en porte à porte. Le SYMSEM adhérant au syndicat de valorisation des ordures ménagères de la Marne (SYVALOM), ces déchets sont amenés en centre de transfert à Sainte-Menehould ou Vitry-en-Perthois, puis valorisés sur le site de La Veuve. La collecte du verre se fait en apport volontaire, avant transformation dans une usine de Reims. Pour les déchets volumineux ou dangereux, le SYMSEM met à disposition de ses habitants une plateforme de déchets verts et gravats, à Saint-Amand-sur-Fion, ainsi que 12 déchèteries, dont celle de Courtisols qui a vu 7 087 passages en 2023.

### Espaces publics
- Le parc Massez.

### Enseignement
Courtisols fait partie de l'académie de Reims.
Les enfants de Courtisols, Poix et Somme-Vesle fréquentent le groupe scolaire Jean de la Fontaine de Courtisols. Le groupe scolaire réunit une école maternelle de 59 élèves et une école élémentaire de 162 élèves (chiffres 2024-2025). Courtisols compte également une école primaire privée, Sainte-Marie, accueillant 113 élèves.
Les enfants de Courtisols sont ensuite rattachés au collège Jean Moulin de Saint-Memmie et au lycée Étienne Oehmichen de Châlons-en-Champagne.

### Postes et télécommunications

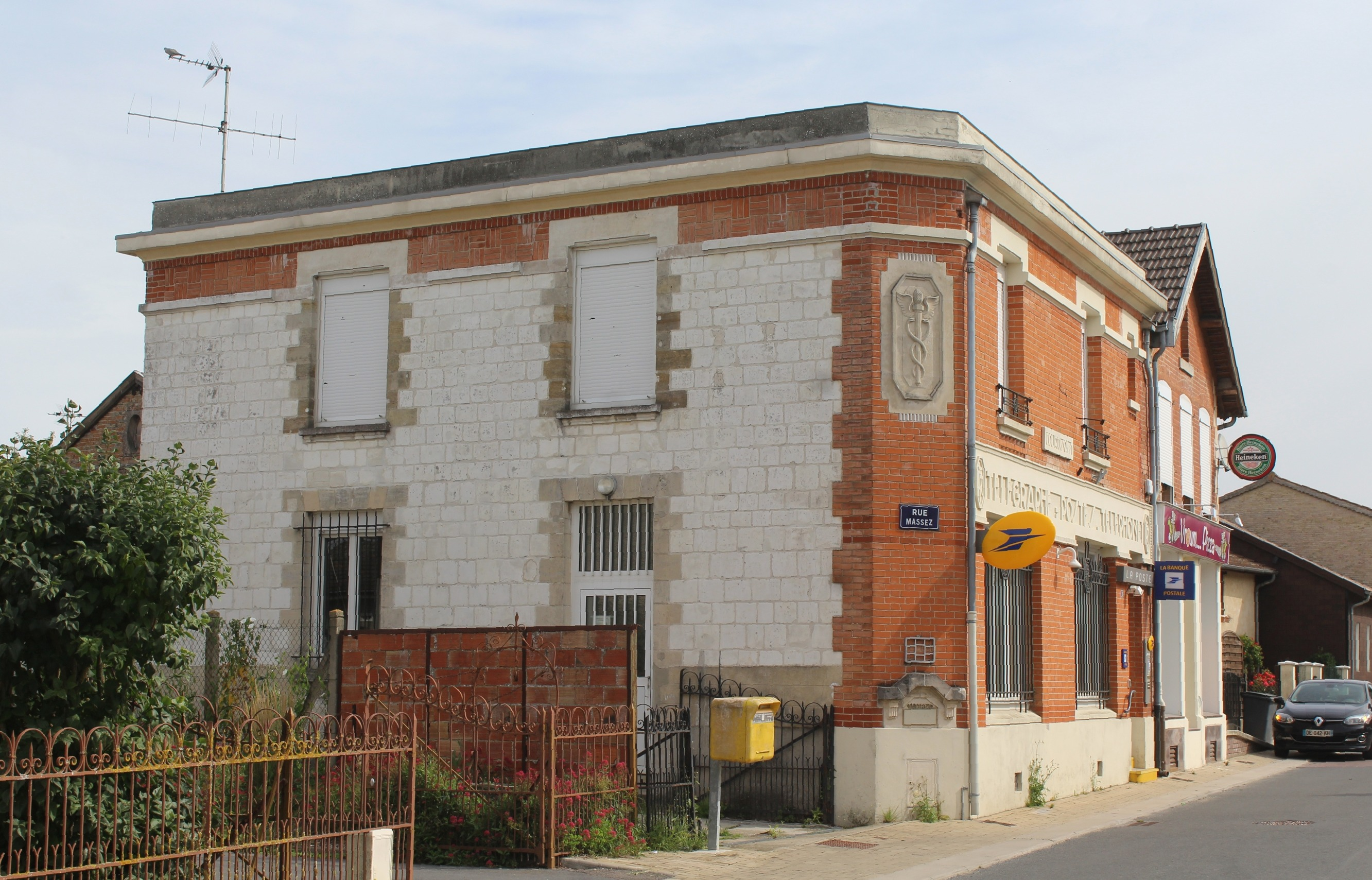
La poste de Courtisols.

La commune dispose d'une agence postale communale, installée rue Massez.
Plusieurs boîte aux lettres de La Poste se trouvent par ailleurs sur le territoire de la commune : rue Massez (Courtisols), rue du Gué (Saint-Martin), rue du Gué (les Ouches du Gué), rue de Plain (les Ouches de Plain), route nationale (la Maison Neuve), rue Dedautez (Saint-Memmie), rue des Grands Ayeux (Saint-Memmie) et rue Saint Julien (Saint-Julien).

### Justice, sécurité et secours
Du point de vue judiciaire, Courtisols relève du conseil de prud'hommes, du tribunal de commerce, du tribunal judiciaire, du tribunal paritaire des baux ruraux et du tribunal pour enfants de Châlons-en-Champagne, dans le ressort de la cour d'appel de Reims. Pour le contentieux administratif, la commune dépend du tribunal administratif de Châlons-en-Champagne et de la cour administrative d'appel de Nancy.
Courtisols est située en secteur Gendarmerie nationale. La brigade de Courtisols est compétente sur 11 communes.
En matière d'incendie et de secours, la commune dépend du Service départemental d'incendie et de secours (SDIS) de la Marne.

## Population et société

### Démographie
L'évolution du nombre d'habitants est connue à travers les recensements de la population effectués dans la commune depuis 1793. Pour les communes de moins de 10 000 habitants, une enquête de recensement portant sur toute la population est réalisée tous les cinq ans, les populations de référence des années intermédiaires étant quant à elles estimées par interpolation ou extrapolation. Pour la commune, le premier recensement exhaustif entrant dans le cadre du nouveau dispositif a été réalisé en 2005.

En 2022, la commune comptait 2 345 habitants, en évolution de −3,93 % par rapport à 2016 (Marne : −1,19 %, France hors Mayotte : +2,11 %).
| 1793  | 1800  | 1806  | 1821  | 1831  | 1836  | 1841  | 1846  | 1851  |
| ----- | ----- | ----- | ----- | ----- | ----- | ----- | ----- | ----- |
| 1 975 | 1 998 | 1 995 | 1 894 | 2 070 | 1 951 | 1 900 | 1 839 | 1 803 |

| 1856  | 1861  | 1866  | 1872  | 1876  | 1881  | 1886  | 1891  | 1896  |
| ----- | ----- | ----- | ----- | ----- | ----- | ----- | ----- | ----- |
| 1 804 | 1 731 | 1 730 | 1 621 | 1 553 | 1 564 | 1 538 | 1 523 | 1 431 |

| 1901  | 1906  | 1911  | 1921  | 1926  | 1931  | 1936  | 1946  | 1954  |
| ----- | ----- | ----- | ----- | ----- | ----- | ----- | ----- | ----- |
| 1 360 | 1 375 | 1 364 | 1 261 | 1 269 | 1 269 | 1 261 | 1 348 | 1 323 |

| 1962  | 1968  | 1975  | 1982  | 1990  | 1999  | 2005  | 2006  | 2010  |
| ----- | ----- | ----- | ----- | ----- | ----- | ----- | ----- | ----- |
| 1 337 | 1 287 | 1 615 | 2 202 | 2 400 | 2 586 | 2 590 | 2 575 | 2 552 |

| 2015  | 2020  | 2022  | - | - | - | - | - | - |
| ----- | ----- | ----- | - | - | - | - | - | - |
| 2 453 | 2 361 | 2 345 | - | - | - | - | - | - |

### Sports et loisirs
Des associations sportives sont présentes à Courtisols tels que : un club de foot, de basket, de danse,d'équitation...

### Cultes
Pour le culte catholique, Courtisols est le siège de la paroisse Sainte-Marie aux Sources de la Vesle, au sein du diocèse de Châlons-en-Champagne.
Courtisols est un village qui a la particularité d'avoir trois églises.

### Médias
La presse écrite régionale comprend le quotidien L'Union et l'hebdomadaire L'Hebdo du vendredi.
Parmi les stations de radio locales, il est possible de citer Ici Champagne-Ardenne et Champagne FM.

## Culture locale et patrimoine

### Lieux et monuments
- L'église Saint-Martin.
- L'église Saint-Memmie.
- L'église Saint-Julien :

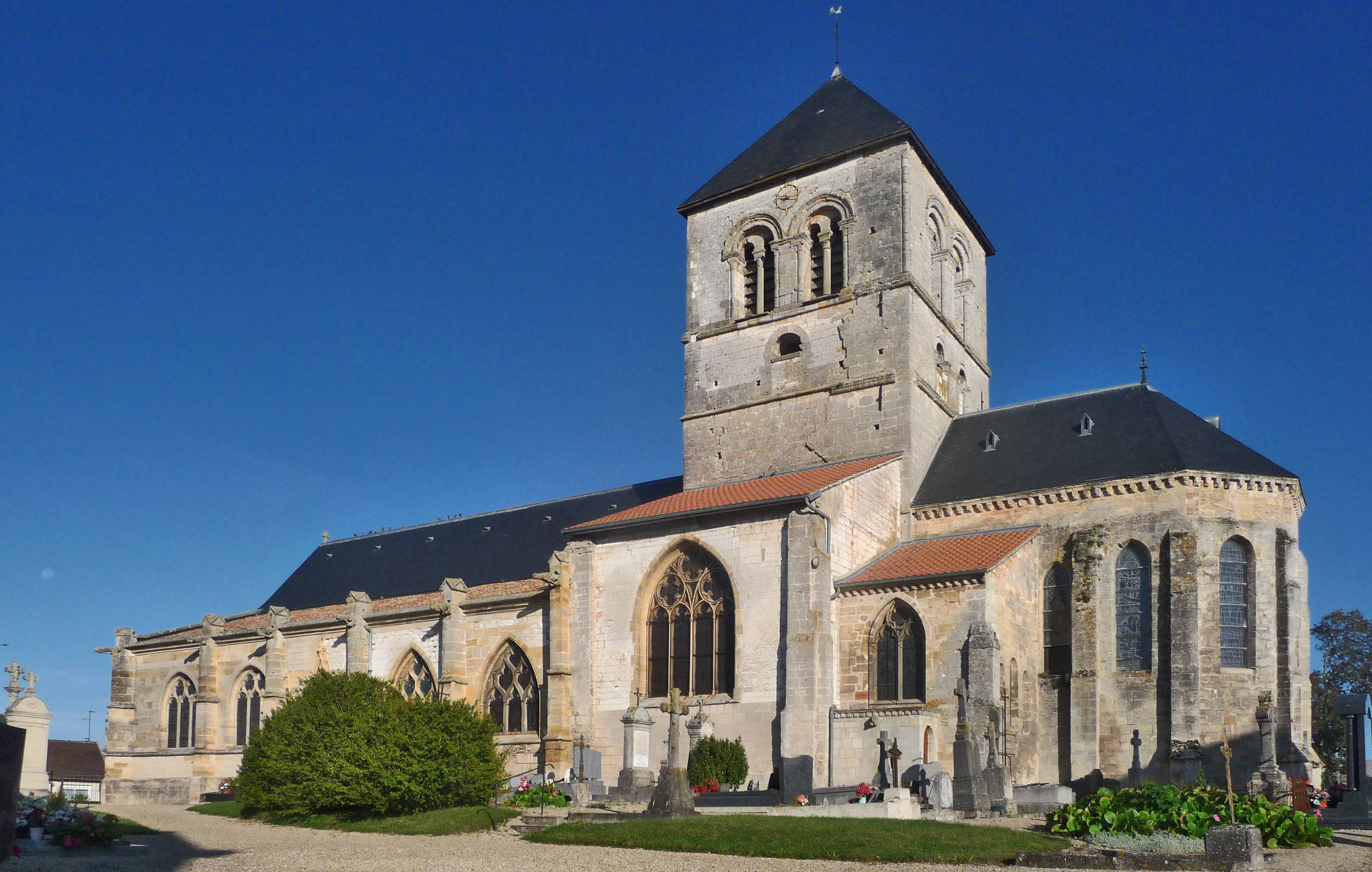
L'église Saint-Martin.

L'église Saint-Julien date du XIe siècle (mais la dédicace à saint Julien laisse supposer une église plus ancienne).
Elle a conservé de l'époque romane le mur nord de la nef et le transept surmonté d'une tour carrée (fin XIIe siècle).
L'abside, la chapelle sud et le portail sont de style flamboyant.
Après la bataille de Montmirail (1814), la cloche sonna pendant deux jours, ce qui provoqua la cassure d'un bloc de bronze de 20 kg, conservé à la mairie.
L'église a été restaurée en 1993 après les dégâts causés en 1990 par une tornade le 3 février 1990 et une tempête le 28 juillet.
- L'ancien presbytère : Un presbytère, situé à l'ouest de l'église Saint-Martin, est mentionné dans les archives dès 1766, mais le 23 octobre 1810 le conseil municipal de Courtisols approuve la construction d'un nouveau presbytère au chevet de l'église Saint-Martin. En 1890, il fut loué aux enchères et fut finalement vendu en 1931. Selon un bail de 1924, cet ancien presbytère était alors situé 12 rue Massez. Il était composé de 4 pièces d'habitation au rez-de-chaussée et d'une pièce d'habitation en mauvais état au 1er étage, d'un petit jardin au sud et d'une cour et ses dépendances au nord. On en retrouve aujourd'hui certains éléments dans la propriété au nord de l'actuelle garderie-cantine. Le 12 mai 1878, le conseil municipal, après avoir constaté que le presbytère était malsain, décida que la construction d'un nouveau presbytère était préférable à l'assainissement de l'ancien. Comme le montrent les divers plans d'architecte conservés à la mairie, la disposition des lieux n'a pas changé depuis : un vestibule avec à gauche la cuisine (qui donnait accès à la cour de service), à droite le cabinet de travail du prêtre et au fond deux portes permettant de gagner la salle à manger et un jardinet. La chambre à coucher du prêtre venait après la salle à manger. Après la loi de séparation de l'Église et de l'État, le maire, à partir de 1907, le presbytère au curé de la paroisse, mais un désaccord surgit sur le montant du loyer en 1913. Le presbytère fut alors inoccupé pendant plusieurs années. En 1918, il fut loué à un réfugié ardennais puis en 1919 à la préfecture de la Marne, pour y installer les services de la commission cantonale d'évaluation de dommages de guerre du canton de Marson. 
Le presbytère retrouva sa destination normale dès 1920, le presbytère étant de nouveau loué au curé.En 1988, les locaux de l'ancien presbytère devinrent ceux de la garderie-cantine.
- La mairie de Courtisols : La mairie de Courtisols, a été bâtie par Martin Massez sur l'emplacement d'une maison qu'il avait acquise. Cette nouvelle mairie remplaça la maison commune construite en 1830 et détruite en 1878 pour laisser à place à un nouveau presbytère. Au 1er étage se trouvent la salle du conseil municipal, le cabinet du maire et le grand salon des réunions publiques. Au 2e étage, il y a l'emplacement des archives et d'autre dépôts ; une cour avec cabinets, bûchers, remise pour pompes à incendie, terminent à l'ouest là, l'établissement dont il s'agit ». Le bâtiment en craie qui abrite aujourd'hui la paroisse fut édifié en 1841 pour remplacer un bâtiment servant à loger « la sœur d'école de Saint-Martin (c'est-à-dire l'institutrice) et qui était très insalubre et qu'on ne pouvait réparer « attendu qu'il ne peut recevoir le jour ni au levant ni au midi ». Les chambres du haut furent reconstruites après 1846.
- Le secrétariat de mairie.
- Le parc Massez : Le parc Massez fut aménagé à partir des années 1850 par Martin Massez qui, à sa mort en 1875, légua sa propriété à Aristide Appert. Celui-ci devait la transmettre à la commune à sa mort, qui survint en 1899. La tempête du 26 décembre 1999 ayant ravagé ce parc, la commune a décidé de le restaurer en respectant les intentions des créateurs. En 2005, le parc est labellisé "Prix régional du Parc" puis "Prix départemental du paysage" en 2007.
- La fontaine Saint-Julien.
- Le prieuré :
Le prieuré a été presque totalement reconstruit dans les années 1980. Il est appelé, sur la carte de Cassini de 1760, prieuré de Sainte-Madeleine. Ce prieuré fut cédé au séminaire de Châlons en 1702 par l'abbaye de Saint-Remi de Reims, qui possédait des biens à Courtisols dès le IXe siècle. Le prieuré fut probablement construit avant la première moitié du XIIe siècle.
- Le moulin Décès :
Le moulin Décès, rue du Pont-Charrois, conserve ses installations qui fonctionnaient encore au milieu du XXe siècle. Le moulin est mentionné en 1530 (moulin du Pont), alors qu'il était la propriété de l'abbaye de Saint-Remi de Reims.

### Personnalités liées à la commune
- Clément Célestin d'Eu (1848-1911), général né à Courtisols[67].
- Martin Massez[37], riche industriel, bienfaiteur de Courtisols et élu maire de cette même commune le 15 novembre 1865.

### Héraldique
| Armes de Courtisols | Les armes de la commune se blasonnent ainsi : d'azur à la ruche d'or accompagnée de neuf abeilles du même ordonnées en orle. |